# 대한민국 형사소송법 제200조의2
대한민국 형사소송법 제200조의2는 영장에 의한 체포에 대한 형사소송법의 조문이다. 

## 조문
제200조의2(영장에 의한 체포) ① 피의자가 죄를 범하였다고 의심할 만한 상당한 이유가 있고, 정당한 이유없이 제200조의 규정에 의한 출석요구에 응하지 아니하거나 응하지 아니할 우려가 있는 때에는 검사는 관할 지방법원판사에게 청구하여 체포영장을 발부받아 피의자를 체포할 수 있고, 사법경찰관은 검사에게 신청하여 검사의 청구로 관할지방법원판사의 체포영장을 발부받아 피의자를 체포할 수 있다. 다만, 다액 50만원이하의 벌금, 구류 또는 과료에 해당하는 사건에 관하여는 피의자가 일정한 주거가 없는 경우 또는 정당한 이유없이 제200조의 규정에 의한 출석요구에 응하지 아니한 경우에 한한다.

②제1항의 청구를 받은 지방법원판사는 상당하다고 인정할 때에는 체포영장을 발부한다. 다만, 명백히 체포의 필요가 인정되지 아니하는 경우에는 그러하지 아니하다.

③제1항의 청구를 받은 지방법원판사가 체포영장을 발부하지 아니할 때에는 청구서에 그 취지 및 이유를 기재하고 서명날인하여 청구한 검사에게 교부한다.

④검사가 제1항의 청구를 함에 있어서 동일한 범죄사실에 관하여 그 피의자에 대하여 전에 체포영장을 청구하였거나 발부받은 사실이 있는 때에는 다시 체포영장을 청구하는 취지 및 이유를 기재하여야 한다.

⑤체포한 피의자를 구속하고자 할 때에는 체포한 때부터 48시간이내에 제201조의 규정에 의하여 구속영장을 청구하여야 하고, 그 기간내에 구속영장을 청구하지 아니하는 때에는 피의자를 즉시 석방하여야 한다.

第200條의2(영장에 의한 체포) ① 被疑者가 罪를 犯하였다고 疑心할 만한 상당한 이유가 있고, 정당한 이유없이 第200條의 規定에 의한 出席要求에 응하지 아니하거나 응하지 아니할 우려가 있는 때에는 檢事는 관할 地方法院判事에게 請求하여 逮捕令狀을 발부받아 被疑者를 逮捕할 수 있고, 司法警察官은 檢事에게 申請하여 檢事의 請求로 관할地方法院判事의 逮捕令狀을 발부받아 被疑者를 逮捕할 수 있다. 다만, 多額 50萬원이하의 罰金, 拘留 또는 科料에 해당하는 事件에 관하여는 被疑者가 일정한 住居가 없는 경우 또는 정당한 이유없이 第200條의 規定에 의한 출석요구에 응하지 아니한 경우에 한한다.

②第1項의 請求를 받은 地方法院判事는 상당하다고 인정할 때에는 逮捕令狀을 발부한다. 다만, 명백히 逮捕의 필요가 인정되지 아니하는 경우에는 그러하지 아니하다.

③第1項의 請求를 받은 地方法院判事가 逮捕令狀을 발부하지 아니할 때에는 請求書에 그 취지 및 이유를 기재하고 署名捺印하여 請求한 檢事에게 교부한다.

④檢事가 第1項의 請求를 함에 있어서 동일한 犯罪事實에 관하여 그 被疑者에 대하여 전에 逮捕令狀을 請求하였거나 발부받은 사실이 있는 때에는 다시 逮捕令狀을 請求하는 취지 및 이유를 기재하여야 한다.

⑤逮捕한 被疑者를 拘束하고자 할 때에는 逮捕한 때부터 48時間이내에 第201條의 規定에 의하여 拘束令狀을 請求하여야 하고, 그 기간내에 拘束令狀을 請求하지 아니하는 때에는 被疑者를 즉시 釋放하여야 한다.

[本條新設 1995.12.29] [제목개정 2007.6.1]

## 참고 문헌
- 손동권 신이철, 새로운 형사소송법(초판, 2013), 세창, 2013. ISBN 9788984114081

## 같이 보기
- 영장
- 대한민국 헌법 제12조